# Muir of Ord
Muir of Ord (Schots-Gaelisch: Am Blàr Dubh) is een dorp in de Schotse Hooglanden gelegen op het schiereiland Black Isle, ongeveer 20 kilometer ten westen van Inverness en ongeveer 10 kilometer ten zuiden van Dingwall met een populatie van ongeveer 1800.
Muir of Ord wordt sinds 1862 bediend door een spoorwegstation op de Far North Line en de Kyle of Lochalsh Line.
In de buurt van Muir of Ord ligt de Glen Ord Distillery, een van de weinige overgebleven whiskydistilleerderijen op Black Isle.

## Geboren
- Roderick Murchison (Tarradale House, 1792-1871), geoloog en paleontoloog